# Agallia lautus
Agallia lautus är en insektsart som beskrevs av Carl Stål 1862. Agallia lautus ingår i släktet Agallia och familjen dvärgstritar. Inga underarter finns listade i Catalogue of Life.